# Nati nel 1596
| Questa pagina contiene informazioni ricavate automaticamente dalle voci biografiche con l'ausilio del template Bio e di un bot. L'aggiornamento è periodico e automatico e ricostruisce completamente la pagina. Se manca una persona in questa lista, sei pregato di non aggiungerla, ma accertati piuttosto che la sua voce biografica contenga il template Bio e che i dati anagrafici siano correttamente compilati. Se il template Bio manca, inseriscilo tu stesso o, in alternativa, metti l'avviso {{tmp\|Bio}} che ne segnala la mancanza. Se i dati riportati sono sbagliati, correggi direttamente la voce biografica; le modifiche saranno visibili in questa lista entro pochi giorni. Per chiarimenti vedi il progetto biografie. La lista contiene solo le 83 persone che sono citate nell'enciclopedia e per le quali è stato implementato correttamente il template Bio. Pagina aggiornata al 10 ago 2025. |

## Gennaio(1)
- 13 gennaio - Jan van Goyen, pittore olandese († 1656)

## Febbraio(1)
- 2 febbraio - Jacob van Campen, architetto e artista olandese († 1657)

## Marzo(9)
- 1º marzo - Federico di Sassonia-Weimar, duca e militare tedesco († 1622)
- 10 marzo - Maria Elisabetta Vasa, duchessa svedese († 1618)
- 14 marzo - Bonaventura Teuli, arcivescovo cattolico italiano († 1670)
- 16 marzo - Camillo Gavasetti, pittore italiano († 1630)
- 16 marzo - Ebba Brahe, nobile svedese († 1674)
- 24 marzo - Elisabetta d'Assia-Kassel, principessa tedesca († 1625)
- 26 marzo - Caterina Enrichetta di Borbone, nobile francese († 1663)
- 26 marzo - Ogasawara Tadazane, militare giapponese († 1667)
- 31 marzo - Cartesio, filosofo e matematico francese († 1650)

## Maggio(1)
- 9 maggio - Abraham van Diepenbeeck, pittore e illustratore fiammingo († 1675)

## Giugno(4)
- 5 giugno - Peter Wtewael, pittore olandese († 1660)
- 17 giugno - Giovanni Ambrogio Marini, scrittore italiano († 1668)
- 23 giugno - Johan Banér, militare svedese († 1641)
- 29 giugno - Go-Mizunoo, imperatore giapponese († 1680)

## Luglio(2)
- 1º luglio - Bertuccio Valier, politico e diplomatico italiano († 1658)
- 22 luglio - Michele di Russia, sovrano († 1645)

## Agosto(4)
- 10 agosto - Lorentz Eichstadt, medico e astronomo tedesco († 1660)
- 18 agosto - Jean Bolland, gesuita e storico belga († 1665)
- 19 agosto - Elisabetta Stuart, principessa scozzese († 1662)
- 26 agosto - Federico V del Palatinato, re († 1632)

## Settembre(10)
- 3 settembre - Nicola Amati, liutaio italiano († 1684)
- 4 settembre - Constantijn Huygens, scrittore, diplomatico e compositore olandese († 1687)
- 13 settembre - Franz von Hatzfeld, vescovo cattolico tedesco († 1642)
- 14 settembre - Juan del Castillo, missionario e gesuita spagnolo († 1628)
- 20 settembre - Antonio Marenzi, vescovo cattolico italiano († 1662)
- 23 settembre - Joan Blaeu, cartografo e editore olandese († 1673)
- 27 settembre - Luca Olstenio, umanista, geografo e storico tedesco († 1661)
- 29 settembre - Giovanna di Monaco, principessa monegasca († 1620)
- 29 settembre - Arcangela Paladini, pittrice, cantante e poetessa italiana († 1622)
- 30 settembre - Alessandro Bichi, cardinale e vescovo cattolico italiano († 1657)

## Ottobre(2)
- 1º ottobre - Cesare Dandini, pittore italiano († 1657)
- 29 ottobre - Antonio Glielmo, teologo italiano († 1644)

## Novembre(3)
- 5 novembre - Carlo II d'Elbeuf, duca francese († 1657)
- 6 novembre - Jeanne Chézard de Matel, religiosa francese († 1670)
- 21 novembre - René de Voyer de Paulmy d'Argenson, politico francese († 1651)

## Dicembre(8)
- 4 dicembre - Orsola Caccia, religiosa e pittrice italiana († 1676)
- 4 dicembre - Nicolas Perrey, incisore e pittore francese († 1661)
- 12 dicembre - Edward Osborne, politico inglese († 1647)
- 17 dicembre - Giovanni Casimiro di Anhalt-Dessau, principe tedesco († 1660)
- 21 dicembre - Pietro Mogila, vescovo ortodosso moldavo († 1646)
- 21 dicembre - Tommaso Francesco di Savoia, principe italiano († 1656)
- 24 dicembre - Leonard Bramer, pittore e disegnatore olandese († 1674)
- 27 dicembre - Bohdan Chmel'nyc'kyj, militare ucraino († 1657)

## Senza giorno specificato(38)
- Gabriel Adarzo de Santander, arcivescovo cattolico spagnolo († 1674)
- Moïse Amyraut, teologo francese († 1664)
- Francesco Arcudi, vescovo cattolico italiano († 1641)
- Francesco Barbarano de' Mironi, religioso e storico italiano († 1656)
- Domenico Basile, scrittore e poeta italiana († 1633)
- Paolo Biancucci, pittore italiano († 1650)
- Francesco Buonamici, architetto e pittore italiano († 1677)
- Thomas Butler, visconte di Thurles, nobile irlandese († 1619)
- Lucio Camarra, storico italiano († 1656)
- Francesco Campitelli, nobile e politico italiano († 1668)
- Alessandro Casella, scultore e stuccatore svizzero († 1657)
- Angelo Castellari, vescovo cattolico italiano († 1640)
- Giuseppe Donzelli, nobile, farmacista e storico italiano († 1670)
- John Dury, religioso e scrittore scozzese († 1680)
- Jacob Golius, orientalista e matematico olandese († 1667)
- Alfonso Gonzaga, condottiero italiano († 1659)
- Juan van der Hamen, pittore spagnolo († 1631)
- Onorato Honorati, vescovo cattolico italiano († 1683)
- Horio Tadaharu, militare giapponese († 1633)
- Jürg Jenatsch, militare e politico svizzero († 1639)
- Thomas de Keyser, pittore e architetto olandese († 1667)
- Isaac La Peyrère, filosofo francese († 1676)
- Saul Levi Morteira, rabbino olandese († 1660)
- John Lindsay, XVII conte di Crawford, politico scozzese († 1678)
- Luigi Emanuele di Valois-Angoulême, nobile francese († 1653)
- Francisco Macedo, teologo, filosofo e francescano portoghese († 1681)
- Marco Marchiani, vescovo cattolico italiano († 1663)
- Ascanio II Piccolomini, arcivescovo cattolico italiano († 1671)
- Agostino Priuli, vescovo cattolico italiano († 1632)
- Francisco Romero, arcivescovo cattolico italiano († 1635)
- Pierfrancesco Scarampi, religioso italiano († 1656)
- Semiz Mehmed Pascià, politico ottomano († 1646)
- Alessandro Sergardi, vescovo cattolico italiano († 1649)
- Jacques Stella, pittore francese († 1657)
- Antoine de Ville, ingegnere militare francese († 1656)
- Edmund Wingate, matematico e giurista britannico († 1656)
- Alessandro Zilioli, storiografo, letterato e poeta italiano († 1645)
- Jacob van Es, pittore fiammingo († 1666)